# Tatiane Raquel da Silva
Tatiane Raquel da Silva (Londrina, 10 de junho de 1990) é uma corredora brasileira.

## Biografia e carreira
Tatiane competiu nos Jogos Pan-Americanos de 2015, realizados em Toronto, no Canadá, na prova dos 3.000 metros com obstáculos.
Nos Jogos Olímpicos de 2020, em Tóquio, no Japão, Tatiane não conseguiu se classificar para a final de sua modalidade, mesmo assim, ela quebrou o recorde brasileiro nos 3.000 metros com obstáculos, com o tempo de 9m36s43.
Em 11 de junho de 2022, Tatiane quebrou o recorde sul-americano dos 3.000 metros com obstáculos com o tempo de 9m24s38.
Em Junho de 2023, no Grand Prix de Atletismo de Budapeste de 2023, venceu a prova dos 3.000 metros com obstáculos, tendo marcado o tempo de 9:24.75. Em julho do mesmo ano, no Campeonato Sul-Americano de Atletismo de 2023, Tatiane foi campeã nos 3.000 metros com obstáculos marcando o tempo de 9:55.73.

## Melhores marcas pessoais
- 800 metros – 2:06.81 (2014)[8]
- 1.500 metros – 4:13.38 (2022)[8]
- 3.000 metros – 9:18.39 (2018)[8]
- 5.000 metros – 15:53.72 (2017)[8]
- 10.000 metros – 33:16.17 (2018)[8]
- 2.000 metros com obstáculos – 6:01.47 (2023)[8]
- 3.000 metros com obstáculos – 9:24.38 (2022)[8]
- 10 quilômetros – 35:23 (2018)[8]
- 15 quilômetros – 55:58 (2019)[8]
- revezamento 4 x 400 metros rasos – 3:44.19 (2016)[8]

## Competições internacionais
| Ano                  | Competição                       | Local                  | Classificação        | Prova                 | Tempo                | Notas                |
| Representando Brasil | Representando Brasil             | Representando Brasil   | Representando Brasil | Representando Brasil  | Representando Brasil | Representando Brasil |
| -------------------- | -------------------------------- | ---------------------- | -------------------- | --------------------- | -------------------- | -------------------- |
| 2004                 | Campeonato Sul-Americano Juvenil | Guaiaquil, Equador     | 3.º                  | 2.000 m c/ obstáculos | 7:08.5               | [ 9 ]                |
| 2006                 | Campeonato Sul-Americano Juvenil | Caracas, Venezuela     | 1.º                  | 2.000 m c/ obstáculos | 6:57.72              | [ 10 ]               |
| 2009                 | Campeonato Sul-Americano Júnior  | São Paulo, Brasil      | 3.º                  | 3.000 m c/ obstáculos | 11:31.94             | [ 11 ]               |
| 2012                 | Campeonato Sul-Americano Sub-23  | São Paulo, Brasil      | 3.º                  | 3.000 m c/ obstáculos | 10:45.08             | [ 12 ]               |
| 2015                 | Campeonato Sul-Americano         | Lima, Peru             | 2.º                  | 3.000 m c/ obstáculos | 9:56.8               | [ 13 ]               |
| 2016                 | Campeonato Ibero-Americano       | Rio de Janeiro, Brasil | 2.º                  | 3.000 m c/ obstáculos | 9:46.86              | [ 14 ]               |
| 2017                 | Campeonato Sul-Americano         | Assunção, Paraguai     | 3.º                  | 3.000 m c/ obstáculos | 10:34.23             | [ 15 ]               |
| 2018                 | Campeonato Ibero-Americano       | Trujillo, Peru         | 2.º                  | 3000 m                | 9:18.39              | [ 16 ]               |
| 2018                 | Campeonato Ibero-Americano       | Trujillo, Peru         | 1.º                  | 3.000 m c/ obstáculos | 9:48.40              | [ 16 ]               |
| 2019                 | Campeonato Sul-Americano         | Lima, Peru             | 1.º                  | 3.000 m c/ obstáculos | 9:45.52              | [ 17 ]               |
| 2021                 | Campeonato Sul-Americano         | Guaiaquil, Equador     | 1.º                  | 3.000 m c/ obstáculos | 9:38.71              | [ 18 ]               |
| 2022                 | Campeonato Ibero-Americano       | La Nucía, Espanha      | 3.º                  | 3.000 m c/ obstáculos | 9:42.06              | [ 19 ]               |
| 2023                 | Campeonato Sul-Americano         | São Paulo, Brasil      | 1.º                  | 3.000 m c/ obstáculos | 9:55.73              | [ 7 ]                |
| 2023                 | Jogos Pan-Americanos             | Santiago, Chile        | 3.º                  | 3.000 m c/ obstáculos | 9:41.29              | [ 20 ]               |